# 马洛塞讷
马洛塞讷（法語：Malaucène，法語發音：[malosɛn]）是法国普罗旺斯-阿尔卑斯-蓝色海岸大区沃克吕兹省的一个市镇，属于卡庞特拉区。

## 地理
马洛塞讷（44°10'27"N, 5°7'56"E）面积45.33 平方千米，位于法国普罗旺斯-阿尔卑斯-蓝色海岸大区沃克吕兹省，该省份为法国东南部内陆省份，北起德龙省，西北接阿尔代什省，西接加尔省，南至罗讷河口省，东南角与瓦尔省接壤，东临上普罗旺斯阿尔卑斯省。
与马洛塞讷接壤的市镇（或旧市镇、城区）包括：乌韦兹河畔莫朗、勒巴鲁、博蒙迪旺图、贝端、卡龙、克雷斯泰、克里永勒布拉沃、昂特勒绍、日贡达斯、圣莱热迪旺图、叙泽特。

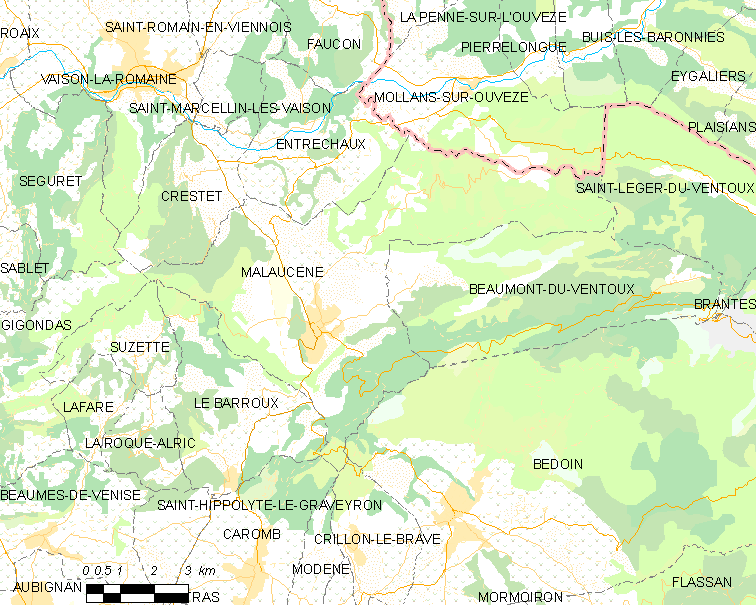
马洛塞讷的OSM定位图

马洛塞讷的时区为UTC+01:00、UTC+02:00（夏令时）。

## 行政
马洛塞讷的邮政编码为84340，INSEE市镇编码为84069。

## 政治
马洛塞讷所属的省级选区为韦松拉罗迈讷县。

## 人口

1962-2008年间马洛塞讷人口变化图示

马洛塞讷于2022年1月1日时的人口数量为2759人。